# Internet Engineering Task Force
Lực lượng Chuyên trách về Kỹ thuật Liên mạng (IETF) là một tổ chức tiêu chuẩn mở, phát triển và thúc đẩy các tiêu chuẩn Internet tự nguyện, đặc biệt là các tiêu chuẩn bao gồm bộ giao thức Internet (TCP / IP). Nó không có thành viên chính thức hoặc yêu cầu thành viên. Tất cả những người tham gia và quản lý là tình nguyện viên, mặc dù công việc của họ thường được tài trợ bởi chủ lao động hoặc nhà tài trợ của họ.
IETF khởi đầu là một hoạt động được Chính phủ Liên bang Hoa Kỳ hỗ trợ, nhưng từ năm 1993, nó đã hoạt động như một chức năng phát triển tiêu chuẩn dưới sự bảo trợ của Hiệp hội Internet, một tổ chức phi lợi nhuận dựa trên thành viên quốc tế.

## Tổ chức
IETF được tổ chức thành một số lượng lớn các nhóm làm việc và các nhóm thảo luận không chính thức (BoFs hoặc Birds of a Feather), mỗi nhóm liên quan đến một chủ đề cụ thể và hoạt động trong chế độ tạo nhiệm vụ từ dưới lên, chủ yếu được điều khiển bởi các nhóm làm việc này. Mỗi nhóm làm việc có một chủ tịch được chỉ định (hoặc đôi khi là một số đồng chủ tịch), cùng với một điều lệ mô tả trọng tâm của nó, và những gì và khi nào nó sẽ được sản xuất. IETF là mở cửa cho tất cả những ai muốn tham gia, và giữ cuộc thảo luận về một mở danh sách gửi thư hoặc tại các cuộc họp IETF, nơi mà các lệ phí nhập nhóm vào tháng năm 2014 là 650 đô la Mỹ cho mỗi người.. Giữa năm 2018 các khoản phí là: trả sớm US $700, thanh toán trễ US $875, sinh viên US$ 150 và một ngày quá hạn có giá US $375.
Đồng thuận thô sơ là cơ sở chính cho việc ra quyết định. Không có thủ tục bỏ phiếu chính thức. Bởi vì phần lớn công việc của IETF được thực hiện thông qua danh sách gửi thư, nên không cần phải có người tham dự cuộc họp. Mỗi nhóm làm việc được dự định hoàn thành công việc về chủ đề của nó và sau đó tan rã. Trong một số trường hợp, WG thay vào đó sẽ có bản điều lệ được cập nhật để đảm nhận các nhiệm vụ mới khi thích hợp.
Các nhóm làm việc được tổ chức thành các khu vực theo chủ đề. Các lĩnh vực hiện tại là Ứng dụng, Chung, Internet, Vận hành và Quản lý, Ứng dụng và Cơ sở hạ tầng thời gian thực, Định tuyến, Bảo mật và Giao thông. Mỗi khu vực được giám sát bởi một giám đốc khu vực (AD), với hầu hết các khu vực có hai đồng AD. Các AD có trách nhiệm bổ nhiệm chủ tịch nhóm làm việc. Các giám đốc khu vực, cùng với Chủ tịch IETF, thành lập Nhóm chỉ đạo kỹ thuật Internet (IESG), chịu trách nhiệm về hoạt động chung của IETF.
IETF được giám sát bởi Ủy ban Kiến trúc Internet (IAB), giám sát các mối quan hệ bên ngoài và mối quan hệ với Biên tập viên RFC. IAB cũng chịu trách nhiệm chung cho Ủy ban giám sát hành chính IETF (IAOC), giám sát Hoạt động hỗ trợ hành chính của IETF (IASA), nơi cung cấp hỗ trợ hậu cần, vv cho IETF. IAB cũng quản lý Lực lượng đặc nhiệm nghiên cứu Internet (IRTF), trong đó IETF có một số mối quan hệ giữa các nhóm.
Một ủy ban đề cử (NomCom) gồm mười tình nguyện viên được chọn ngẫu nhiên tham gia thường xuyên tại các cuộc họp được trao quyền bổ nhiệm, bổ nhiệm lại và loại bỏ các thành viên của IESG, IAB, IASA và IAOC. Cho đến nay, không ai bị NomCom loại bỏ, mặc dù một số người đã từ chức, cần có người thay thế.
Năm 1993, IETF đã thay đổi từ một hoạt động được Chính phủ Liên bang Hoa Kỳ hỗ trợ thành một hoạt động quốc tế độc lập gắn liền với Hiệp hội Internet, một tổ chức phi lợi nhuận dựa trên thành viên quốc tế. Bởi vì IETF tự nó không có các thành viên, cũng không phải là một tổ chức cho mỗi người gia nhập, Hiệp hội Internet cung cấp khuôn khổ tài chính và pháp lý cho các hoạt động của IETF và các cơ quan chị em của nó (IAB, IRTF). Các hoạt động của IETF được tài trợ bằng phí hội họp, nhà tài trợ cuộc họp và Hiệp hội Internet thông qua tư cách thành viên tổ chức và số tiền thu được từ Cơ quan đăng ký lợi ích công cộng.
Vào tháng 12 năm 2005, IETF Trust được thành lập để quản lý các tài liệu có bản quyền do IETF sản xuất.